# Nestroy-Spiele Liechtenstein

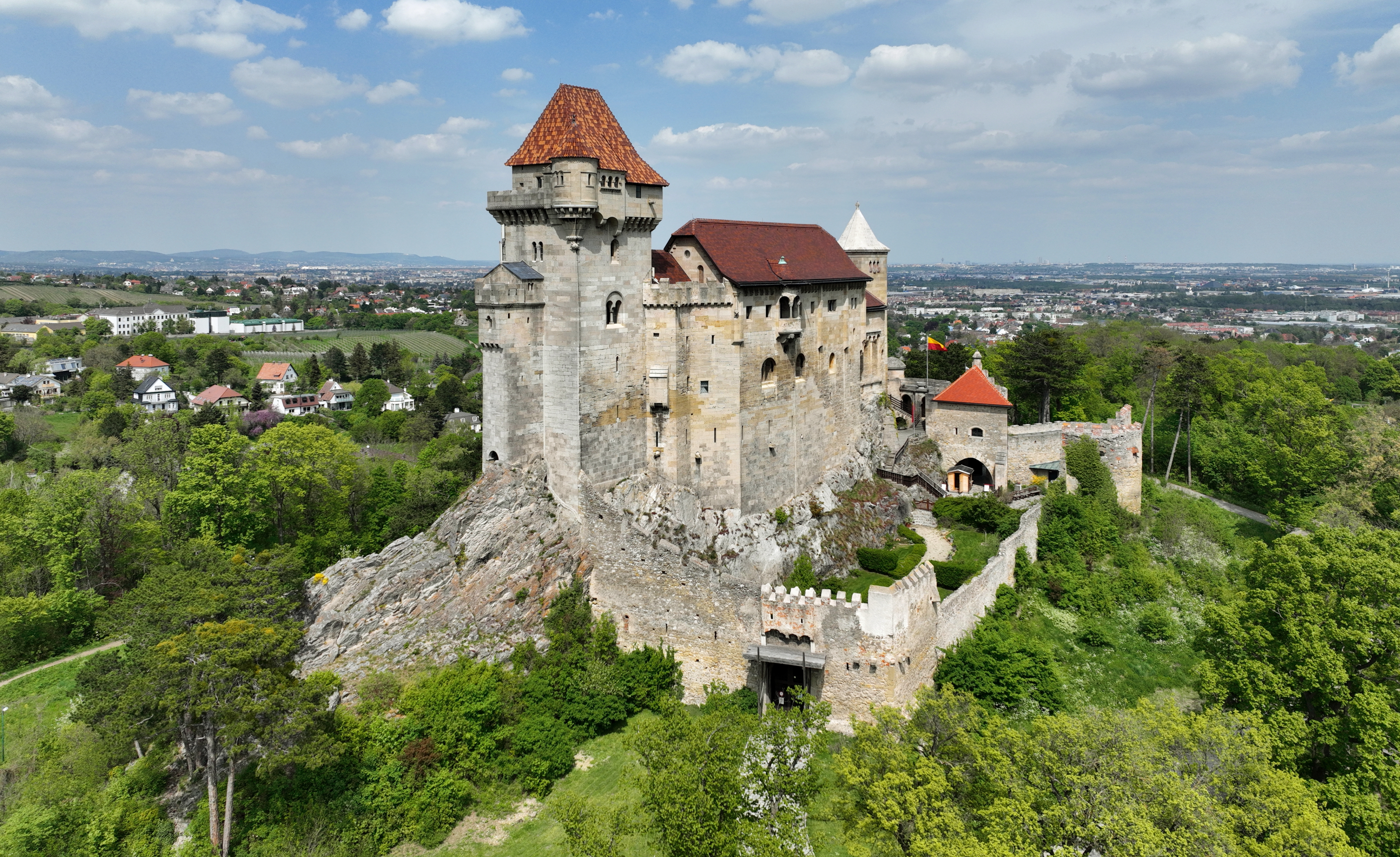
Burg Liechtenstein

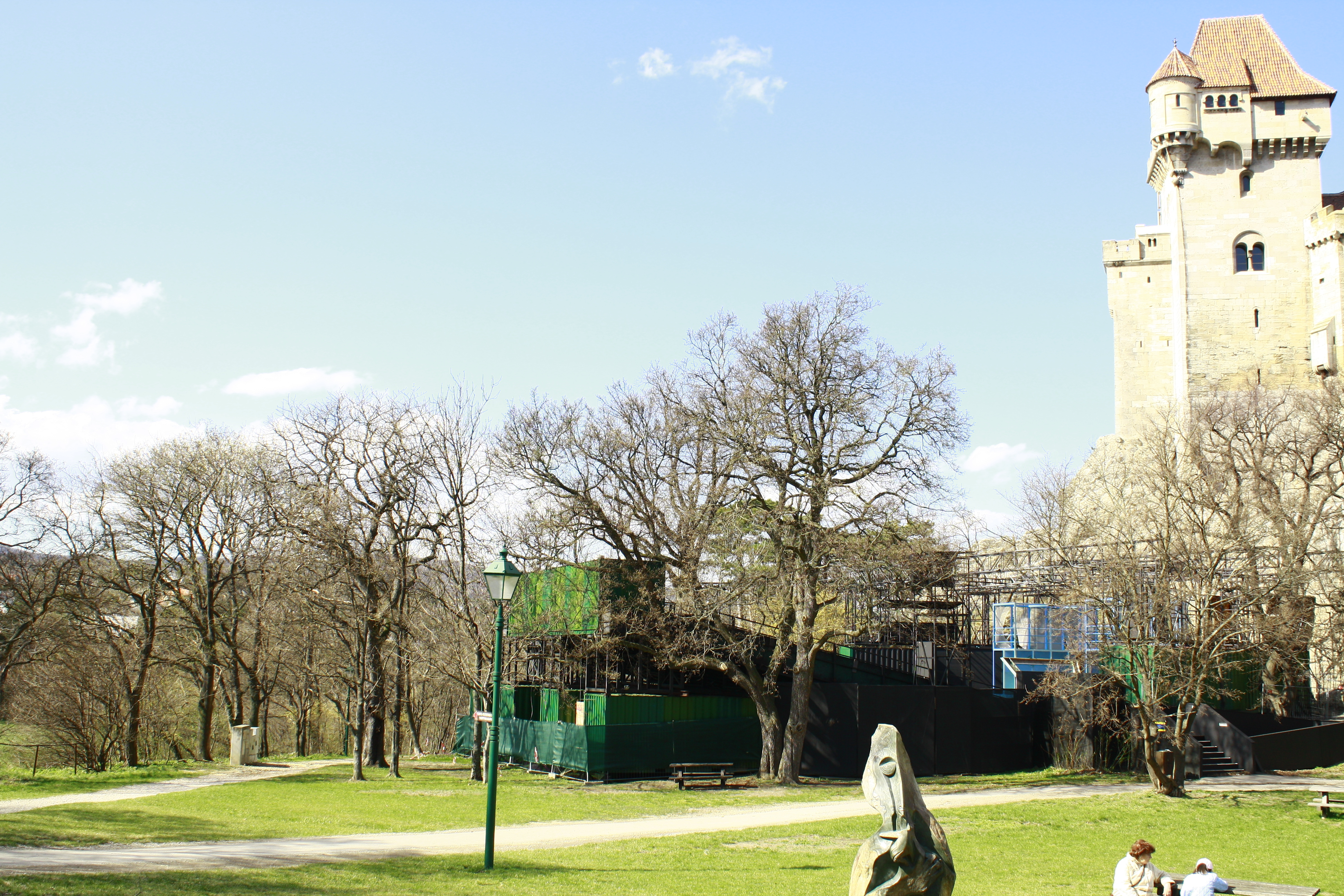
Bühne der Nestroyspiele, 2007–2012 außerhalb des Burghofs

Die Nestroy-Spiele Liechtenstein waren Theateraufführungen im Rahmen des Theaterfestes Niederösterreich auf der Burg Liechtenstein in Maria Enzersdorf.
Gegründet wurden die Nestroy-Spiele von Elfriede Ott und Hans Weigel im Jahr 1983. Sie fanden bis 2012 alljährlich in den Sommermonaten statt. Dabei wurden nur Theaterstücke von Johann Nestroy aufgeführt. Elfriede Ott stand auch selbst jedes Jahr auf der Bühne und führte dort Regie. Seit 2001 war Otts Adoptivsohn Goran David Co-Intendant und Produktionsleiter.
Bis 2006 war die Bühne und der Zuschauerraum im Burghof situiert. Nachdem Schäden am Dach der Burg Liechtenstein auftraten, musste man außerhalb der Burgmauern ausweichen. Bei Schlechtwetter fanden die Veranstaltungen in der Volksschule Maria Enzersdorf statt. Nachdem sich Pläne für einen anderen Standort zerschlagen hatten und ein weiteres Grundstück noch nicht die richtige Flächenwidmung ist die Austragung der Festspiele weiterhin unsicher.
Folgende Stücke von Nestroy wurden aufgeführt:
- 1983 Das Gewürzkrämerkleeblatt
- 1984 Eisenbahnheirathen
- 1985 Gewagte Mittel („Nur keck!“)
- 1986 Der Affe und der Bräutigam
- 1987 Zeitvertreib und Die schlimmen Buben in der Schule
- 1988 Das Mädl aus der Vorstadt
- 1989 Lumpazivagabundus
- 1990 Zu ebener Erde und erster Stock
- 1991 Einen Jux will er sich machen
- 1992 Eine Wohnung ist zu vermiethen in der Stadt
- 1993 Die Träume von Schale und Kern
- 1994 Der Zerrissene (Wiederaufnahme 1995)
- 1995 Liebesgeschichten und Heiratssachen
- 1996 Umsonst!
- 1997 Die verhängnisvolle Faschingsnacht
- 1998 Die beiden Nachtwandler
- 1999 Heimliches Geld, heimliche Liebe
- 2000 Nur Ruhe!
- 2001 Mandoletti
- 2002 Das Gewürzkrämerkleeblatt
- 2003 Der Färber und sein Zwillingsbruder
- 2004 Der gutmütige Teufel und Frühere Verhältnisse
- 2005 Till Eulenspiegel oder Schabernack über Schabernack
- 2006 Einen Jux will er sich machen
- 2007 Lumpazivagabundus
- 2008 Der Talisman
- 2009 Das Mädl aus der Vorstadt
- 2010 Zu ebener Erde und erster Stock
- 2011 Eisenbahnheirathen
- 2012 Umsonst!